# Gadamés

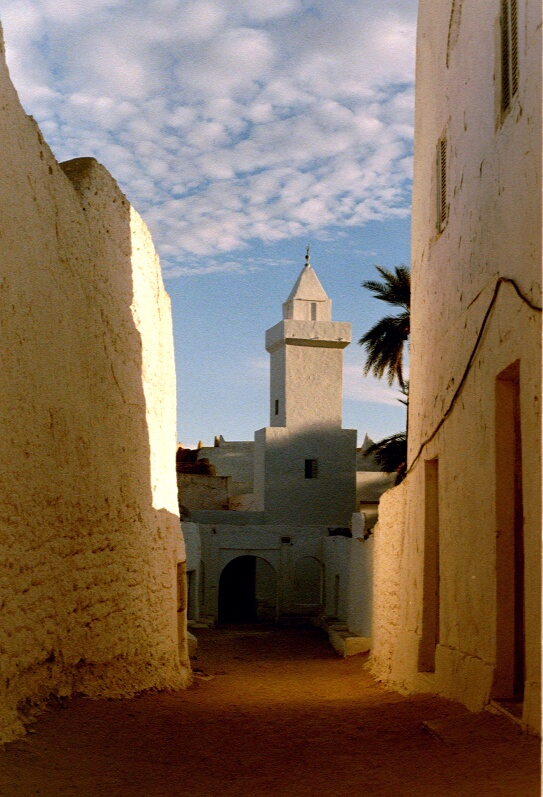
Antiga Cidade de Gadamés

Gadamés é um oásis na zona ocidental da Líbia. Está situado aproximadamente 550 quilômetros a sudoeste de Trípoli, perto das fronteiras com a Argélia e a Tunísia.
O oásis tem cerca de 7 mil habitantes, berberes e alguns tuaregues. A parte antiga da cidade, rodeada por uma muralha, é património mundial da UNESCO. Cada um dos sete clãs que habitavam na antiga cidade tinha o seu bairro, e cada bairro tinha uma zona pública onde tinham lugar as festas. Na década de 1970, o governo construiu novas habitações fora da zona antiga da cidade. No entanto, muitos habitantes regressam à zona antiga da cidade durante o verão, pois a arquitectura tradicional fornece melhor protecção contra o calor.
Os primeiros registos de Gadamés datam do período romano, durante o qual a cidade teve por vezes tropas. Durante o século VI, viveu aqui um bispo após a conversão da população ao Cristianismo pelos bizantinos. Durante o século VII, Gadamés foi governada pelos árabes muçulmanos. A população rapidamente se converteu ao Islão. Gadamés teve um papel importante como base do comércio transaariano até ao século XIX.